# Het Vertrek
Het Vertrek (Duits: Der Aufbruch) is een kort verhaal van Franz Kafka. Wanneer precies het werd geschreven is onbekend, maar waarschijnlijk ergens tussen februari 1920 en februari 1921. Het werd pas in 1936 postuum gepubliceerd, opgenomen in 'Beschreibung eines Kampfes: Novellen, Skizzen, Aphorismen aus dem Nachlass' van Max Brod.
Het stuk heeft de vorm van een gesprek tussen een dienaar en zijn meester. De kapitein beveelt zijn knecht om zijn paard te zadelen, maar de knecht begrijpt dit niet. Vervolgens hoort de kapitein trompetgeschal, maar dat hoort de knecht evenmin. De kapitein maakt zich klaar om te vertrekken en de knecht vraagt waar hij heen gaat. Het enige antwoord van de man is dat het zijn doel is om weg te komen van deze plaats, en niet om een bepaalde bestemming uit te kiezen.